# Spiral (álbum de Vangelis)
Spiral es el quinto álbum de Vangelis, editado en 1977 por RCA.
El diseño de la cubierta del LP estuvo a cargo del propio artista, y el disco fue grabado en los Nemo Studios de Londres, en 1977, con Keith Spencer-Allen como ingeniero, asistido por Marlis Duncklau.

## Detalles
El álbum es completamente instrumental, salvo la voz procesada de Vangelis en "Ballad" (una de las pocas ocasiones en las cuales su voz aparece en uno de sus álbumes). Vangelis toca el sintetizador, el secuenciador, el piano eléctrico, las baterías y la percusión. Es el primer disco en el que Vangelis usa el sintetizador Yamaha CS-80, el cual sería ampliamente utilizado en trabajos posteriores.
Spiral es un álbum con sonido futurístico. Vangelis hace un uso intensivo de la más avanzada tecnología de sintetizadores de ese momento, siendo su trabajo con la mayor utilización de secuenciadores de toda su carrera. Cada pieza tiene un estilo distintivo que las hace únicas:

## Temas
- "Spiral" se construye sobre un acorde arpegiado que es paneado en estéreo de manera de dar una sensación de espiral a quien lo escucha. El tema comienza a desarrollarse sobre un pulso de sintetizador secuenciado, donde lentamente va sumiéndose en un clima ligeramente oscuro en el que comienzan a aparecer -con un estilo casi bluesero- sólidos sonidos de 'bronces' hechos con sintetizador, que son muy característicos del estilo de Vangelis.

- "Ballad" es una pieza tranquila construida sobre un órgano eléctrico, una armónica (emulada con sintetizador) y la voz de Vangelis procesada con filtros, adicionando una cámara electrónica de reverberancia. El clima va creciendo en tensión hasta su clímax sostenido con sonidos de bronces y timbales, que se van desvaneciendo hasta retornar a la calma de la armónica.

- "Dervish D" es, de acuerdo a las notas de la tapa, "inspirado por el bailarín derviche quien con sus giros representa el espiral del universo". Musicalmente, el tema tiene un estilo que poco recuerda a una pieza medieval bizantina: una base arpegiada con secuenciador, percusión y una melodía hecha con sintetizador. El uso de una estructura de 12 compases le da a este tema un el estilo más bluesero de todo el álbum.

- "To the Unknown Man" es una pieza en tres partes. Arranca minimalista con un pulso lento de sintetizador secuenciado y una melodía con un estilo similar a una guitarra. Luego empieza a sumarse un ensamble de cuerdas y la pieza progresa hasta que comienza un redoblante tipo marcha militar que da paso a la segunda parte del tema. En la tercera parte, la melodía desaparece y es reemplazada por un ritmo más roquero con acordes de órgano.

- "3+3" está compuesto enteramente -dándole pleno sentido a su nombre- con  compases ternarios. La pieza consta de tres partes, y aunque tenga varios cambios de métricas en su desarrollo, todas son o bien 3/4 o 6/8, e incluso algunas están en 9/8. Una elaborada secuencia en 12/8 atraviesa la pieza de principio a fin. Una vez más los poderosos bronces hacen aparición, emulando esta una vez a una verdadera big band, un logro para nada despreciable por haber sido hecho con sintetizadores con los limitados recursos tecnológicos de los años 1970s.

Este álbum exhibe un notable desarrollo de su estilo new age basado en la creación de verdaderas telarañas sonoras hechas con sintetizador, estilo ya vislumbrado en sus dos álbumes previos (Heaven and Hell, Albedo 0.39); y representa uno de sus álbumes más representativos de su gran estilo personal así como el de registrar para la posteridad el estado del arte de la electrónica de los años 1970s en su máxima expresión.

## Lista de temas
- Todas las canciones fueron escritas por Vangelis.

Lado A
1. "Spiral"  – 6:55
2. "Ballad"  – 8:27
3. "Dervish D" – 5:21

Lado B
1. "To the Unknown Man" – 9:01
2. "3+3"  – 9:43